# Jack Welsby

a Compétitions nationales et continentales officielles uniquement.

b Matchs officiels uniquement.
Jack Welsby, né le 17 mars 2001 à St Helens (Angleterre), est un joueur de rugby à XIII anglais évoluant au poste d'arrière, ailier, centre ou demi d'ouverture dans les années 2010 et 2020. Il fait ses débuts professionnels avec St Helens en Super League en 2018. Avec ce club, il remporte à deux reprises la Super League en 2019 et 2020. Au cours de la finale 2020 de Super League, il est l'auteur de l'essai permettant à St Helens de s'imposer dans les dernières secondes.

## Palmarès
- Collectif :
  - Vainqueur de la Super League : 2019[1], 2020, 2021 et 2022 (St Helens).
  - Vainqueur de la Challenge Cup : 2021 (St Helens).

- Individuel : 
  - Élu meilleur jeune joueur de la Super League : 2021 (St Helens)
  - Nommé dans l'équipe type de Super League : 2021 et 2022 (St Helens)

## En club

### Statistiques
| Saison | Club           | Compétition  | Matchs | Points | Essais | Goals | Drops |
| ------ | -------------- | ------------ | ------ | ------ | ------ | ----- | ----- |
| 2018   | St Helens RLFC | Super League | 1      | 0      | 0      | -     | -     |
| 2019   | St Helens RLFC | Super League | 11     | 12     | 3      | -     | -     |
| 2020   | St Helens RLFC | Super League | 15     | 36     | 9      | -     | -     |
| 2021   | St Helens RLFC | Super League | 26     | 57     | 14     | -     | 1     |
| 2022   | St Helens RLFC | Super League | -      | -      | -      | -     | -     |